# Валахи

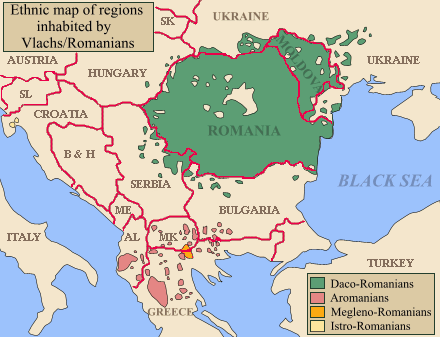
Расселение восточнороманских народов (влахов)

Влахи (южнославянское; древнерусский — волохи; от германского walhos — названия кельтского народа вольков, упоминающегося у Цезаря как Volcae; устаревший русский — валахи) — общее название предков восточнороманских народов аромуны, истрорумыны, мегленорумыны, молдаване, румыны. Первоначально у славян валахами могли называться романоязычные народы в целом. Чехи и поляки называют так итальянцев. В древнегерманских языках так назывались вообще кельтские и романизированные народы, этимология этнонима связана с античными кельтами.
Влахи составляли основное население княжеств Валашского (XIV—XIX века) и Молдавского, образовавших Соединённые княжества Молдавии и Валахии в 1859 году.
С XII до XIX веков упоминается валашский язык, который после чистки языка от славянизмов и образования Румынии в 1860-х годах стал называться румынским. При этом «валашским языком» также называли истрорумынский язык.
Поныне на Балканах существуют несколько этнических групп, называющих себя «влахи».

## Этимология и значения

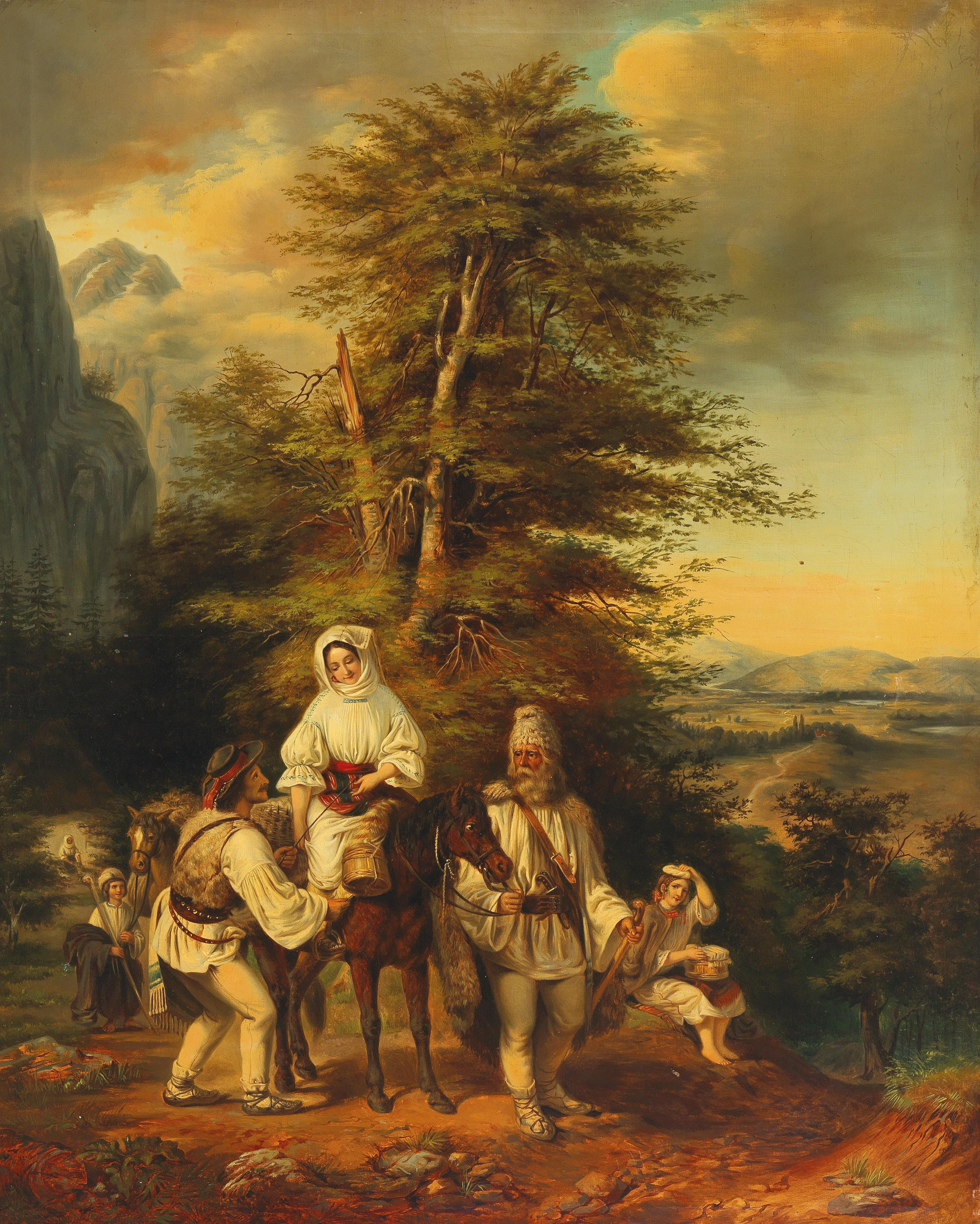
Семья валахов, отправляющаяся на рынок. Миклош Барабаш, 1844.

Синонимы в русском языке: воло́хи, вала́хи, влахи. «blácoí». Согласно М. Фасмеру в других славянских языках: др.-рус. волохъ, мн. др.-рус. волоси, укр. воло́х — «румын», болг. влах, сербохорв. вла̏х, vlach, словен. làh, чеш. vlach, словац. vlach, пол. wɫoch.
Происхождение этнонима связывают с вольками (лат. Volcae, др.-греч. Οὑόλκαι, гэльск. folc «celer, alacer») — конфедерацией кельтских племён, расселившихся от Роны и Эбро до Баварии и Дуная, и известной примерно с IV века до н. э. Этноним зафиксирован в записях Цезаря, Страбона, Птолемея. В германских языках название «влахи» (нем. Walachen, англ. Vlachs) происходит от прагерманского Walhaz — этнонима кельтского племени. Слово Walhaz является производным от прагерм. Wolkā, в свою очередь, от лат. Volcae, что означало «чужой».
В славянских языках «влахами», «влохами» или «волохами» назывались романские народы. Чехи ещё в начале XX века «валахами» называли итальянцев; а русские, южные славяне, греки и турки — румын после образования Румынии во второй половине XIX века. В польском языке до настоящего времени Италия называется Włochy, а итальянцы — Włosi. В старонемецком языке словом Welschland называлась Италия и Франция, а в современном немецком языке так называется франкоговорящая часть Швейцарии.
Также византийцы, южные и восточные славяне со времён Средневековья «влахами» (греч. Βλάχος) называли пастушеские народы Балканского полуострова в противоположность хлебопашцам. В южно-славянских землях «валахами» в начале XX века называли исповедующих православие, в отличие от католиков.
Из ю.-слав. влах произошло тур. äflak — «Валахия», kara äflak — «Молдавия».
В настоящее время термин влахи используется в этнологии в названиях романо-язычных общин на Балканах, особенно в Греции, Албании и Северной Македонии. Аромуны используют как самоназвание arumãni, armãni, rãmãni, aromãni, что этимологически происходит от слова романус, что означает «романский/римский». Меглениты называют себя македонской формой Vlaşi.
От этнонима происходят фамилии: русские Влахов, Волохов, Волошанинов, Волошенинов, Волошин, Волошинов, Евлахов, еврейская Валлах и т. п.

## История

### Античность
См. также Вольки, Walhaz, Welsche.
Волохи, — общие предки для всех восточнороманских народов, — сформировались в ареале, охватывающем север Балканского полуострова и предгорья Карпат, на основе группы фракийских племён, подвергшихся в первых веках н. э. романизации. Часто «влахами» называют иллиро-фракийские скотоводческие племена, населявшие Балканский полуостров до заселения его в VI—VII веках славянами, а также и неславянское (романское) население Далмации (например, в договорах Дубровницкой республики).

### Средневековье

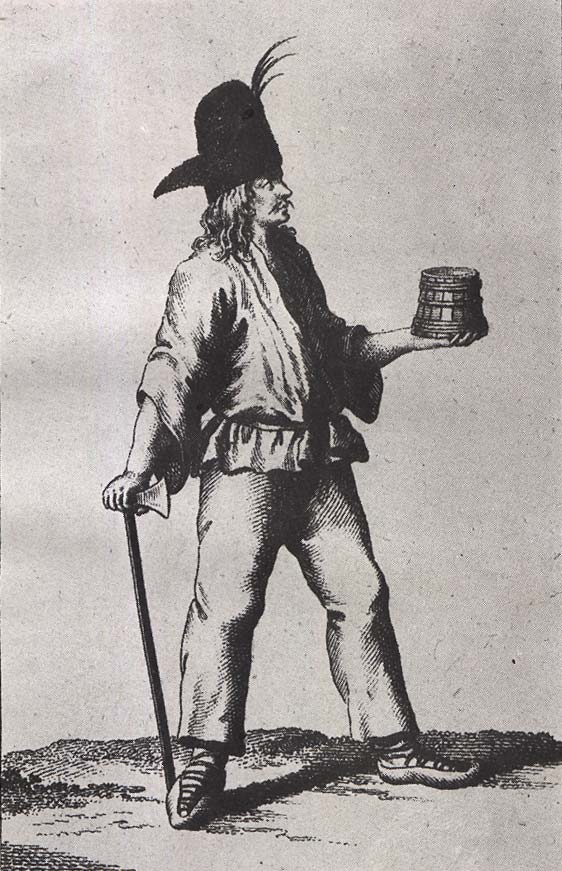
Влашский пастух в Моравии, 1789 год

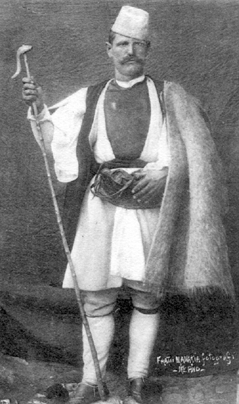
Аромунский пастух в Греции, 1900 год

К V веку германцы называли валахами вообще кельтов и представителей романизированных народов (гот. Walhs, др.-в.-нем. walah, walh, ср.-в.-нем. walch — «чужеземец, кельт, представитель романских народов», ср.-нж.-н. wale — «иностранец»).
Ранний пример применения этнонима имеется в «Песне путешественника» второй половины VI века, где царство Цезаря называется walaric, welshry, rum-walas.
Этнониму «влахи» родственны слова «валлоны», «Уэльс», которым англосаксы и юты называли частично романизированных кельтов Британских островов, «Валльгау», и другие когнаты.
Словом Welschland в старо-немецком называлась Италия и Франция, а в современном немецком языке так называется франкоговорящая часть Швейцарии. В польском языке поныне Италия называется Włochy
Существуют две основные точки зрения на появление влахов в южно-карпатском регионе. Согласно «автохтонной» версии, этногенез валахов шёл в горах римской провинции Дакия (территория современных западной Румынии и юго-восточной Венгрии) после эвакуации римских колонистов с захваченных территорий в 271—275 годах н. э. на правый берег Дуная. Представители «миграционной» версии считают, что этногенез валахов проходил к югу и юго-западу от Дуная в пределах Римской империи, где их фиксируют под этим названием источники приблизительно с V века. По их мнению, переселение валахов на левый берег Дуная в древнюю Дакию (на территорию будущего Валашского княжества, Трансильвании, а также Молдавии) проходит с конца IX по XIII век. И. Пич считал, что с III по XIII века романский элемент сохранился в основном в Марамуреше, Банате и Трансильвании. Учёный отмечает, что в Банате и Трансильванских Альпах романское население было более значительным. На территории Валахии и Молдавии в III веке романский элемент исчез.
В период с VI по XVIII века валахи испытали на себе сильное влияние славянского языка и культуры.
В VI—VII веках на территории будущего Валашского княжества поселились славяне, оказавшие большое влияние на материальную и духовную культуру местного населения, сыгравшие важную роль в развитии его государственности, в формировании восточнороманской народности (в источниках — влахи или волохи). Однако были мнения, что валахи поселились позже славян на этой территории. Так, в 1948 году балканист С. М. Бернштейн писал: 

Носители романской языковой традиции появляются в Валахии значительно позже славян. Современная наука ничего не знает o существовании романского населения в Валахии между III и XII вв. н. э. С появлением в Валахии старого валашского населения, этническая основа которого может быть была кельтской, начинается продолжительный процесс скрещивания местного славянского и пришлого романского элементов, который в главных чертах заканчивается к XVI в. До этого времени в различных местах Валахии сохранялись ещё славянские говоры, носители которых в XIV—XV вв. были уже двуязычными.
 В конце VIII—X веков большая часть территории будущей Валахии входила в состав Первого Болгарского царства. К X веку относятся первые волошско-славянские политические объединения.
Но отличия в быту и культуре не позволили валахам окончательно ассимилироваться в славянской среде, хотя славяно-романское двуязычие достигло своего апогея в VIII—XII веках. Митрополия Валахии входила в состав Охридского, а затем Тырновского патриархата (1234—1393; подробнее — см. Болгарская православная церковь), вследствие чего восприняла славянский алфавит и церковнославянский язык в качестве литургического языка. Государственным языком образовавшихся в XIV веке княжеств Валахия и Молдавия был старославянский.
В IX веке венгры вытеснили валахов из части Трансильвании. Тесное соседство с венграми привело к появлению в языке валахов многих венгерских заимствований.
Впервые упоминаются в византийских источниках XI века (др.-греч. Βλαχοι) в описании событий конца X века; локализовались в Фессалии, Македонии и районе Балканских гор.
Первое древнерусское письменное сообщение о волохах содержится в начале «Повести временных лет», написанной в 1110—1118 годы, (до рассказов о хождении апостола Андрея, об основании Киева и о нашествии обров): «волохи напали на славян дунайских, и поселились среди них, и стали притеснять их». Также в начале текста перечисляются европейские народы, где волохи указаны отдельно от римлян: «… галичанѣ, волохове, римлянѣ, нѣмци». В. Д. Королюк полагал, что летописец отличал древних римлян (волохов) от современных ему жителей Рима, Венеции и Генуи, именуя последних римлянами, венедиками, фрягами.
В 1118—1206 годах влахи на Балканах были описаны в хронике византийского историка Никиты Хониата об истории правления византийского императора Алексея Комнина (1114—1116). Хроника описывает сражения с валахами, их союз со скифами, их сражения с римлянами.
В 1185 образовалось Второе Болгарское царство, также известное как Болгаро-валашское государство. Болгарский царь Калоян (1197—1207) называл себя «императором влахов и болгар». В 1242 году Болгария подвергается монгольскому нашествию и вынуждена была платить дань Орде. Под давлением соседей Болгария теряет земли: Византия отвоёвывает Македонию и Северную Фракию, венгры — Белград. Постепенно отделяется Валахия и титул правителей Второго Болгарского царства сокращаются с «царя Валах и Болгар» до «царя Болгар». В XII—XIII веках упоминаются полунезависимые государственные образования влахов — Великая Влахия (в Фессалии и горах Пинда), Малая Влахия (в Акарнании и Этолии) и др. Государственное образование существовало где-то до 1260 года, а в 1396 году, все эти территории были завоеваны турками.
Влахи известны и в северо-западных частях Балканского полуострова — Сербии, Боснии, Далмации, Хорватии, Истрии, а также к северу от Дуная — в Трансильвании, Валахии и Молдавии. — Достоверно известны в этих областях со второй половины XII века, но, возможно, уже с конца IX века, что особенно важно для решения проблемы этногенеза восточных романцев.
В XIV веке из общей массы волохов выделилась молдавская народность, образовались Валашское и Молдавское княжества.

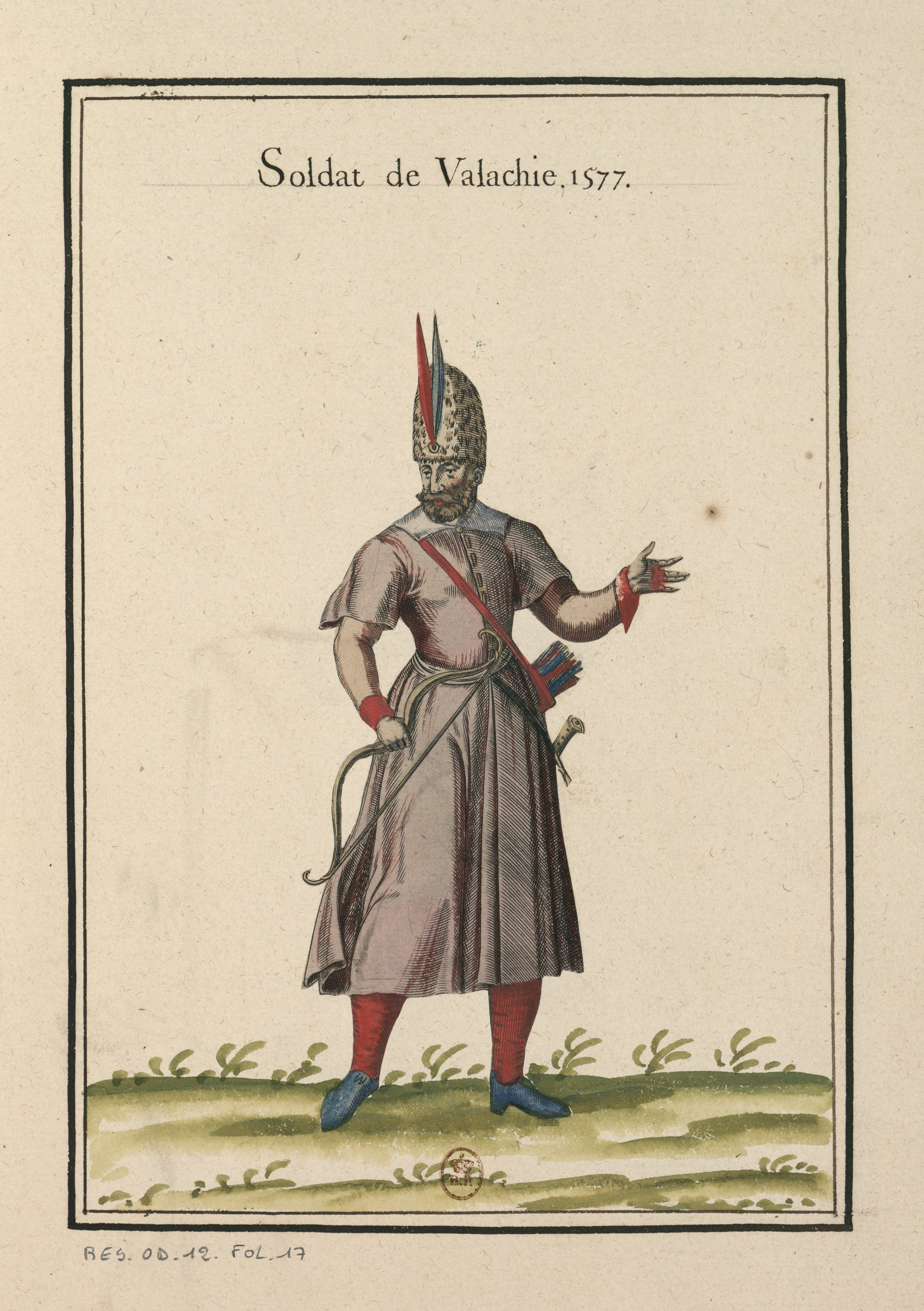
Валашский воин (солдат), XVI век

В XV—XVI веках действовал «влашский закон» — свод законов и привилегий, налагаемый на скотоводческие общины в Европе. Тогда за словом «влах» закрепилось понятие «пастух» в противоположность хлебопашцам.

### Валахи в Российской империи
В 1707 году Пётр Великий, находя необходимым иметь легкую кавалерию, принял на службу волошского выходца Апостола Кигеча, который должен был стать комендантом Волошской Хоронгви. Кигеча ранее в 1643—1660 годы служил в волошских хоронгвах, которые в то время входили в войска Речи Посполитой. Но так как влахов для этого было слишком мало, то они были определены в особую команду под названием «волошской хоронгви».
Командный состав включал:
- полковника Апостола Кичича гусарский полк;
- полковника Василия Танского гусарский полк;
- полковника Михаила Брашевяна гусарский полк;
- полковника Сербина гусарский полк.

Все они участвовали в Северной войне.
Ко времени Прутского похода 1711 года число сербских, волошских и польских хоругвей увеличилось до шести. После похода эти хоругви были переформированы в два гусарских полка. В дальнейшем на русской службе было оставлено 1 500 волошских гусар, из которых сформировали три полка:
- - полковника Апостола Кичича гусарский полк;
  - полковника Василия Танского гусарский полк;
  - полковника Сербина гусарский полк.

Они просуществовали до 1721 года, когда были расформированы, после заключения Ништадтского мирного договора. Высочайшей грамотой от 27 октября 1725 года было разрешено бывшему сербскому уроженцу майору Албанец сформировать гусарские полки, но, в виду смерти императора, комплектование их было остановлено в самом начале.
По другим данным впоследствии они составился особый Волохский корпус, командиром которого в 1738 году назначен был князь Константин Кантемир. В 1740 году волохам было разрешено приобретать в Малороссии недвижимость. В 1742 году повелено было селить волохов в Оренбургском крае, а в 1761 году разрешено было принимать живущих в Польше волохов в Екатеринославскую губернию.
В 1776—1783 годы в Русской императорской армии существовал волохский гусарский полк.

### XIX—XX века

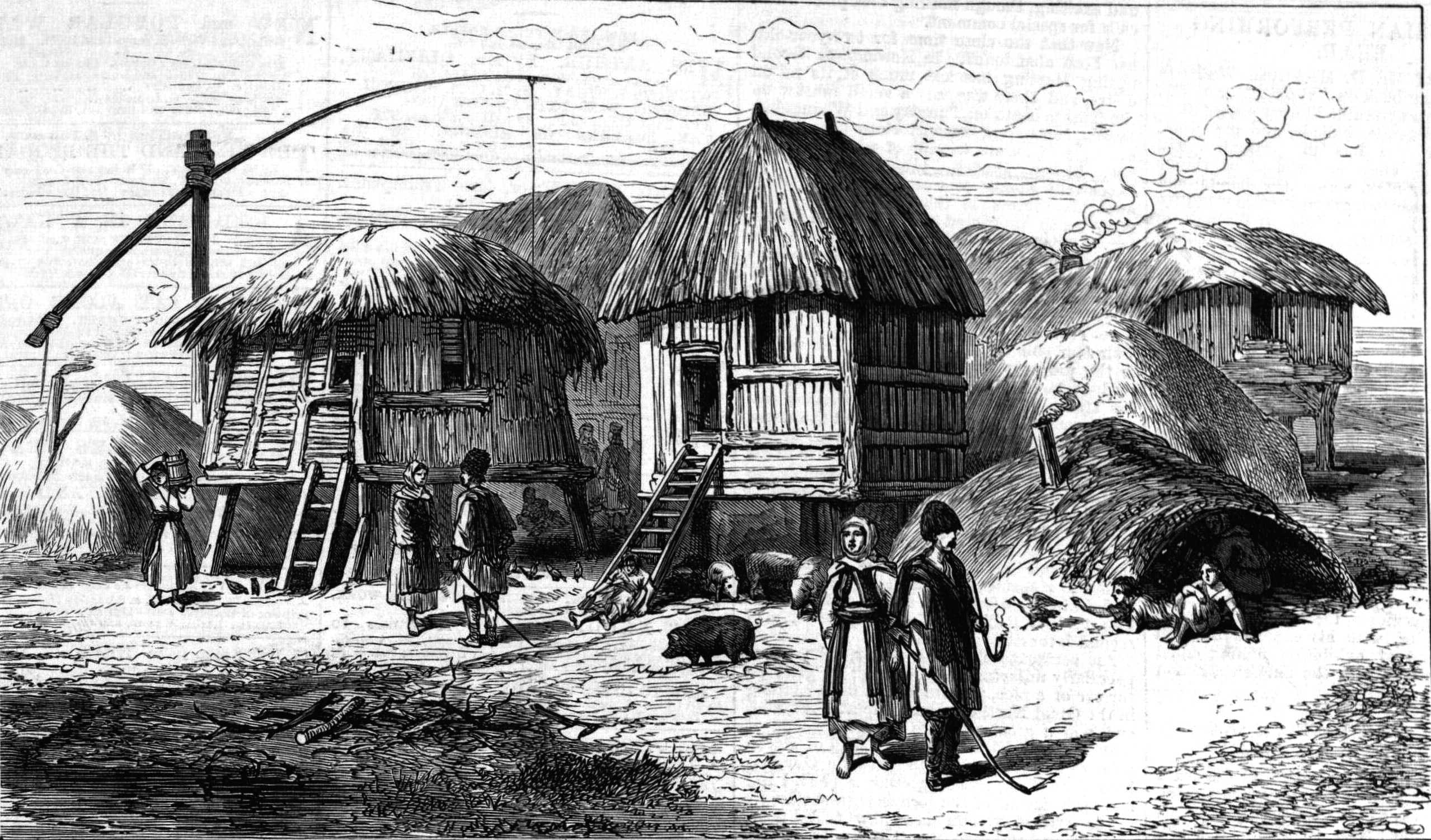
Валашская деревня (1877).

В 1858—1861 годах Молдавское княжество и Валахия объединились в государство, называемое Объединённое княжество Валахии и Молдавии. В 1881 году оно было преобразовано в королевство Румыния и этноним «валахи» постепенно перестаёт употребляться. К моменту провозглашения Румынии королевством в состав государства входили Валахия, Молдова (историческая область) и Добруджа.
После I мировой войны в 1921 году была присоединена Трансильвания. В 1918 году была присоединена Бессарабия (входившая в Молдавское княжество, но в 1812 году отошедшая к Российской империи), но в 1940 году Бессарабия вошла в состав СССР и вместе с Молдавской АССР образовала Молдавскую ССР, а Северная Буковина и Южная Бессарабия были переданы Украине. В 1947 году небольшая часть Добруджи была возвращена Болгарии, а Румыния стала социалистическим государством.

## Современность
В статье «Романские народы Европы» энциклопедии «Народы и религии мира» этноним «влахи» не упоминается. Известный лингвист, славянист и балканист М. Фасмер в своём словаре называет его устаревшим.
«Влахами», несмотря на политику румынизации, проводимую официальным Бухарестом, до сих пор называют себя романоязычные жители Сербии, Болгарии, Македонии и других балканских государств, о чём свидетельствуют данные переписи населения в этих странах. Используется как самоназвание мегленитов и отдельных групп аромун, истрорумын и румын (на востоке Сербии и др.).
- Аромуны (самоназвание — влахь, армынь, ррэмэнь, арум. vlahi) — одна из восточнороманской народностей[43].
- Влахи (серб. Власи, Vlasi, сербохорв. Vlasi) — эндоэтноним одной из национальных этнических групп Сербии.
- Мавровлахи (серб. Црни Власи, серб. , хорв. и сербохорв. Crni Vlasi, греч. Μαυροβλάχοι, лат. Nigri Latini — «чёрные влахи», вероятно калька с осман. Kara-Iflak‎ в перен. смысле «северные влахи») — экзоэтноним морлахов, практически исчезнувших этнографических групп восточнороманского происхождения, занимавших горные регионы на западе Балканского полуострова[источник не указан 3304 дня]
- Влахи цыгане (цыг. влахуря) — эндоэтноним одной из малых этнических групп цыган, сформировавшаяся на территории Румынии.
- Влахи (экзоэтноним — истрорумыны, и.-рум. vlåhi) — один из восточнороманских народов, а также одно из самых малочисленных автохтонных национальных меньшинств мира. Проживают в основном в Хорватии на полуострове Истрия. Используют vlaske limbe — «влашский язык» (позже названный истрорумынский язык)[44][45].
- Каравлахи[серб.] (болг. Каравласи от осман. Kara-Iflak‎ — «чёрные влахи», или «северные влахи»[46] — один из экзоэтнонимов румын среди болгар.